# Monoctenia eximia
Monoctenia eximia là một loài bướm đêm trong họ Geometridae.